# Запорізьке (Межівська селищна громада)
Запорі́зьке — село в Україні, у Синельниківському районі Дніпропетровської області. Входить до складу Межівської селищної громади. Населення становить 98 осіб. До 2017 орган місцевого самоврядування — Межівська селищна рада.

## Географія
Село Запорізьке розміщене за 0,5 км від селища Межова і за 1 км від села Новолозуватівка. Селом протікає пересихаючий струмок із загатою. Поруч проходить автомобільна дорога Т 0428.

## Історія
На початку XIX сторіччя на місці Запорізького, означений хутір Гоцівський з іншого, правого берега річки Лозова. За даними 1859 року хутір Гоців був державним хутором. 5 подвір'їв, 27 мешканців
1860 — дата заснування.
12 червня 2020 року, відповідно до розпорядження Кабінету Міністрів України № 709-р від «Про визначення адміністративних центрів та затвердження територій територіальних громад Дніпропетровської області», увійшло до складу Межівської селищної громади.
19 липня 2020 року, в результаті адміністративно-територіальної реформи і ліквідації Межівського району, село увійшло до складу новоутвореного Синельниківського району.

## Населення

### Мова
Розподіл населення за рідною мовою за даними перепису 2001 року:
| Мова       | Кількість | Відсоток |
| ---------- | --------- | -------- |
| українська | 89        | 90.82%   |
| російська  | 8         | 8.16%    |
| білоруська | 1         | 1.02%    |
| Усього     | 98        | 100%     |